# 愛媛日産自動車
愛媛日産自動車株式会社（えひめにっさんじどうしゃ）とは、愛媛県松山市に本社を置く、日産自動車の販売会社である。
地場独立資本系のディーラーである。

## 沿革
- 1956年11月1日 - 四国日産自動車株式会社（後の高知日産自動車株式会社、現在の高知日産プリンス販売株式会社）松山営業所を独立させる形で（旧）愛媛日産自動車株式会社設立
- 1966年4月5日 - 現法人の源流となる、もう一つの地場資本の会社日産サニー愛媛販売株式会社設立
- 1986年7月24日 - 伊豫日産モーター株式会社の営業を引き継ぐ形で日産自動車直営の「愛媛日産モーター株式会社」設立。
- 1988年 - 経営の地場資本が撤退し、日産自動車が全額出資してメーカー直営となる。
- 1993年 - 日産自動車が資本を撤退し、サニー愛媛の関連会社に売却。グループ入りする[1]。
- 1999年10月 - 「愛媛日産モーター」が、日産自動車の資本撤退に伴いサニー愛媛グループ入りする。[2]同年、サティオ店発足に伴い日産サニー愛媛販売株式会社が「株式会社日産サティオ愛媛」に商号変更。
- 2000年 - 「愛媛日産モーター」「愛媛日産自動車」の本社機能および中古車部門をサティオ愛媛と統合する
- 2004年4月 - 愛媛日産自動車が愛媛日産モーター株式会社を合併。
- 2008年10月 - 株式会社日産サティオ愛媛が（旧）愛媛日産自動車株式会社を合併し（新）愛媛日産自動車株式会社に商号変更。
- 2011年4月 -  顧客約73000人分の名前や住所、電話番号などがインターネットの2ちゃんねる上に流出。流出したのは2008年2月から3月に乗用車を購入したり車検した顧客と、一部社員の情報。2010年10月に退職した情報管理担当の元社員がデータを私物のハードディスクに移していたため、ウイルスに感染して流出した。
- 2019年 - ミャンマーに進出。現地企業との合弁で整備・鈑金塗装工場の会社「エナティック・オートモーティブ（ENATIC Automotive Co., Ltd)」を設立。ミャンマーでの自動車整備のニーズに対応していくほか、研修センターも作り現地での人材育成を行う。また、日本で学びたいミャンマーの技能実習生の受け入れ組織として「自動車整備技術協同組合」を設立。

## グループ企業
- 日産カーテクノ愛媛
- 日産部品西四国販売
- 日産愛媛自動車大学校
- 城西自動車学校
- 松山聖陵高等学校（1986年より岡家が学園経営を行っている。）
- 西日本砕石（新居浜市の砕石業。同じ岡家の経営）
- 自動車整備技術協同組合（技能実習生の受け入れ管理団体）

## 事業所
旧・アミックス店（ブルーステージ）は□、旧・ビートスクェア店（レッドステージ）は◆で表記する。
- 松山市
  - 宮西店・本社◆※ハイパフォーマンスセンター
  - 衣山店□
    - ジャガー・ランドローバー愛媛：2019年12月、松山インター店より移転

  - 天山店◆
  - 久米店□
  - 松山インター店□(旧・アミックス森松)※ハイパフォーマンスセンター
- 東予西部
  - 今治別宮店□
  - 今治唐子浜店□※ハイパフォーマンスセンター
  - 西条店
    - ビートスクェア今治は、この2店舗に統合する形で閉鎖された。
- 東予東部
  - 新居浜萩生店□
  - 新居浜上泉店□
  - 川之江店◆
- 南予北部
  - 大洲店□
  - 八幡浜店◆
- 南予南部
  - 宇和島高串店◆
  - 宇和島和霊店□

## 愛媛県に店舗を持つ他の日産ディーラー
- 日産プリンス愛媛販売

なお、香川日産自動車は愛媛最東端の四国中央市も営業エリアとし、四国中央店を置いていたが、2024年6月30日限りで閉店し、営業エリアでなくなった。